# ایگناسیو آمبریس
ایگناسیو آمبریس (اسپانیایی: Ignacio Ambríz‎؛ زادهٔ ۷ فوریهٔ ۱۹۶۵) بازیکن سابق و مربی فوتبال اهل مکزیک است.
از باشگاه‌هایی که در آن بازی کرده‌است می‌توان به باشگاه فوتبال لئون اشاره کرد.
وی همچنین در تیم ملی فوتبال مکزیک بازی کرده‌است.